# Vinh Tân
Vinh Tân là một phường thuộc thành phố Vinh, tỉnh Nghệ An, Việt Nam.

## Địa lý
Phường Vinh Tân có vị trí địa lý:
- Phía đông giáp phường Trung Đô
- Phía tây giáp xã Hưng Chính, thành phố Vinh và huyện Hưng Nguyên
- Phía nam giáp các xã Hưng Lợi, xã Hưng Thịnh, huyện Hưng Nguyên
- Phía bắc giáp phường Cửa Nam.

## Lịch sử
Phường Vinh Tân được thành lập vào tháng 4 năm 2008 do xã Vinh Tân cũ được ghép cùng một phần của xã Hưng Thịnh. Phường có diện tích tự nhiên 512,18 ha và 11.057 người.
Phường này này nằm bên tuyến kênh Nhà Lê, là tuyến đường thủy đầu tiên trong lịch sử Việt Nam từ kinh đô Hoa Lư đến Đèo Ngang và được xem là tuyến đường Hồ Chí Minh trên sông vì những đóng góp cho các cuộc chiến tranh của người Việt.
Ngày 1 tháng 12 năm 2024, toàn bộ điện tích phường Hồng Sơn được sát nhập vào phường Vinh Tân.